# 486 a.C.

## Eventos

### Roma
- Espúrio Cássio Vecelino, pela terceira vez, e Próculo Vergínio Tricosto, cônsules romanos.[1]
- Vergínio derrota os volscos e os põe em fuga.[2]
- Espúrio Cássio aprova a Lex Cassia agraria, para dividir entre os romanos, latinos e hérnicos. Esta é a primeira menção de uma lei agrária em Roma.[2]
- Cesão Fábio e Lúcio Valério Potito, questores, conseguem o impeachment do cônsul Espúrio Cássio, e sua execução.[3]

### Grécia
- Filócrates, arconte de Atenas.[4][5]
- Ésquilo (525 - 467 a.C.[6]), o poeta, ganha seu primeiro prêmio em tragédia.[5]
- Estesícoro vem da Sicília para a Grécia.[5]

### Pérsia
- 17 de Novembro a 1 de Dezembro [7] Xerxes, o quarto rei da Pérsia,[Nota 1] sucedendo seu pai Dario. Ele reinou 21 anos.[2][4][Nota 2]

## Nascimentos
- Eurípides, o poeta.[5]
- Plistarco, filho de Leônidas I e rei de Esparta (M. 459 a.C.)

## Mortes
- 17 de Novembro a 1 de Dezembro - Dario I, rei da Pérsia, aos sessenta e quatro anos de idade, após padecer trinta dias de doença.[8]
- Espúrio Cássio, um dos cônsules do ano, sofre impeachment e é executado.[3][Nota 3]